# 信長のシェフ
『信長のシェフ』（のぶながのシェフ）は、西村ミツル・梶川卓郎による日本の漫画。およびそれを実写ドラマ化した作品。漫画は芳文社『週刊漫画TIMES』にて、2011年3月18日号から2024年4月12日号まで隔週で連載された。
現代の料理人が戦国時代にタイムスリップするというSF作品。単行本第10巻までは西村が原作、梶川が作画をそれぞれ担当していたが、第11巻以降は梶川がすべて担当する一方、西村は第11巻・第12巻のみ料理監修を担当してその後は手を退いている。第12巻からは主人公が作る料理として西洋料理が封印され、それ以降は諸外国の料理に限定されるなど、ストーリー的にも影響が見受けられる（ただし19巻で主人公の西洋料理は封印が解かれている）。
物語の序盤は、現代人が歴史の事件に様々な形で関わりつつも、ほぼ史実通りに物語が進んでいく（主流ではない説を採用している場合もある）。終盤では本能寺の変を回避して、歴史を変えようと奔走する主人公らが描かれている。

## あらすじ
第一巻
料理人ケンは、永禄11年（1568年）の戦国時代にタイムスリップし記憶を失っていた。間者と思われ斬り殺されそうになり、川へ飛び込んで逃げた瀕死のケンを助けたのは、夏という女性の刀鍛冶であった。
自分自身については過去はおろか、本名すら思い出せないケンであったが、料理の技法や料理に関連する記憶だけは残っており、自身が未来から来た者であることを自覚する。この時代に存在しない調理法による料理を売り出し、京の都で評判になったケンを、織田信長は自分の料理頭に取り立てた。
第二巻
信長はケンに将軍・足利義昭に料理を供するように命じる。ケンの料理の味に魅せられた義昭は、ケンを自分の料理人に取り立てようとするが、信長に阻止される。全ては義昭に釘を刺すための、信長の策であった。
4月、ケンは越前の名物を料理として足利義昭に供する。それを義昭が食することは、朝倉攻めを義昭が承諾したことを意味した。かくして信長は、越前に出兵する。
第三巻
信長の朝倉攻めは、浅井長政の裏切りにより失敗する。信長はケンの料理を、同盟者・徳川家康をつなぎとめるため、また浅井方の堀秀村を寝返らせるための工作にと、活用する。
元亀元年（1570年）6月、信長は浅井氏の北近江攻略へと出兵する。ケンは間者・楓とともに小谷城へと潜入する。そこで信長の妹で浅井長政の妻・お市の方が、浅井氏に殉じる覚悟を確認するも、ケンは浅井方に捕らえられてしまう。
第四巻
ケンは浅井長政に処刑されようとしたが、偏食の娘・茶々に「お子様ランチ」を作り、これを茶々が好んで食べたことで助命される。お市の方の好意により、ケンは小谷城を脱出する。
6月28日の姉川の合戦において、戦況は浅井・朝倉連合優位で推移する。だが信長の命令により、ケンの「料理の匂いを嗅がせて、興奮した敵兵を正気に戻す」という作戦により、織田・徳川連合は逆転勝利する。
第五巻
信長が浅井氏の息の根を止めなかったことを好機ととらえた三好三人衆が、反信長の旗をかかげ挙兵。その三好党に本願寺も加勢し、挙兵する。その影には、本願寺門主に情報を提供する、西洋の菓子を作る女性の存在があった。
さらに比叡山も、反信長の旗をかかげ挙兵する。
第六巻
元亀元年（1570年）9月19日、森可成は討ち死。圧倒的に不利な状況を打開するため、信長は本願寺との和睦を決意し、足利義昭に仲介を依頼。その条件は、帝の目の前での料理勝負であった。
料理勝負は菓子と決定。ケンは噂の本願寺の女性料理人と勝負する。信長の思惑通りに、帝は料理勝負に引き分けの判定を下し、期限付きで本願寺との和睦が成立する。
第七巻
ケンは信長に、松永久秀を饗応する料理を出し、その腹をさぐることを命じられる。ケンは松永久秀という人物を知らなかった。
信長の間者・楓は、ケンによる特訓で西洋菓子の基礎を身につけ、今井宗久の仲介で本願寺へと潜入。本願寺の西洋菓子の料理人・ようこの助手となる。
信長は比叡山の焼き討ちを決意。森可成という支柱を無くした家臣たちは、信長の心中をはかりかね、動揺する。だがケンを介して信長の心中を悟った家臣たちは信長に従い、焼き討ちが実行された。だが実際の比叡山は僧は誰ひとりおらず、無人の寺に放火しただけだったが、信長の行為は比叡山の僧を虐殺したかのごとく風評として広まる。
第八巻
元亀3年（1572年）、信長は顕如と対面。ほころびかけた本願寺との和睦を結び直す。その席で信長は、ようこが作ったナツメグを大量に入れられたマカロンによって、中毒で倒れるも、ケンによって何とか一命をとりとめる。
松永久秀は三好と手を組み、信長に謀叛をおこす。それに呼応して武田信玄も西上を決意。信長の背後にいる料理人の存在を知った信玄は、秋山信友にケンの暗殺を命じる。だがケンの料理の才を知った信友は、ケンを甲斐に連れ帰る。そこでケンは、信玄の病を好転させるための料理を作る。
第九巻
あくまで信長に忠誠を誓いながら、それでもなお自分の身体を労る料理を作るケンに感服した信玄は、自らの死期を悟り、ケンを逃がしてやった。
ケンは徳川家康の陣中へと逃げのびる。三方ヶ原の戦いでの徳川の敗北を食い止められなかったケンだが、敗戦にうちひしがれる家康を料理で元気づける。
かくしてケンは信長の元に帰参するが、信玄との約束により、武田方の事情は一切信長には語らなかった。
第十巻
元亀4年（1573年）、信長の命によるケンのスッポン料理（義昭が独断で改元した元号「元亀」と掛けてあった）に激怒した足利義昭は挙兵。信長は兼ねてより岡部又右衛門指揮の下で建造させていた大型船を用いた迅速な行動で逆に義昭勢を包囲。ここに室町幕府は滅亡する。
さらにはケンによる料理・菓子などの贅を尽くした歓待で権大納言・山科言継を籠絡し、信長は朝廷を動かして「元亀」から「天正」への改元をなしとげる。改元の流れを食い止められなかった本願寺は、間者の存在を疑う。
天正元年、ここに信長は、浅井・朝倉の殲滅を決意。一方で本願寺は朝倉への使者に、あえて楓を同行させる。
第十一巻
楓が信長の間者と発覚し、下間頼廉によって捕らえられるが、楓のもたらした情報により、信長は朝倉をわずか八日で殲滅する。
一方で信長はケンを遣わして、浅井長政に翻意を促すが、あくまで浅井は抵抗を選択。信長は浅井氏を滅ぼすも、ケンの進言と木下藤吉郎秀吉の活躍によって、お市と娘たちは救出される。
楓を捕らえた本願寺は、ケンを使者として申し開きをするように、信長に通達する。信長はあえてこの誘いに乗り、ケンと明智光秀を使者として派遣する。
第十二巻
ケンは、ようこから自分の身元についての情報を得る。そして「西洋料理を封じること」を条件として、楓の身柄を本願寺から貰い受ける。ケンはこの後、西洋料理に代ってインド・東南アジア料理を披露するようになる。
天正2年（1574年）正月、信長は馬廻衆との内輪の宴席において薄濃（はくだみ、漆塗りに金粉を施すこと）にした義景・久政・長政の首級を御肴として白木の台に据え置き、酒宴を催したが、実際は本物の骸骨ではなく、ケンのアイディアにより菓子細工でできた偽物であり、長政の遺骨は極秘裏に市に渡された。
一度は謀叛をおこした松永久秀は、城を差し出すことを条件に信長に詫びを入れる。その久秀の陰には、ケンと同じく平成の時代からタイムスリップしてきた松田=果心居士の存在があった。ケンを「葛城」と呼び、信長への繋ぎを頼むがケンに以前の時代の記憶がないと知ると態度を豹変させて去る。細川藤孝の嫡男・忠興と光秀の娘・玉の婚姻の約束が決まるなど慶事もあったが、松が明けると越前で一向一揆が勃発。これを機に動く勢力を警戒する信長は甲斐の武田勝頼の元に使者としてケンを派遣する。
第十三巻
天正二年(1574年)1月27日、武田勝頼が東美濃の明智城を陥落させる。武田の脅威を感じた滝川一益は、上杉謙信との同盟継続を信長に進言する。
ケンの留守中に松田は織田信長に面会し、仕官を申し出るが、この時うかつにも「果心居士」を名乗ってしまう。そして史実通りに「果心居士」は仕官を拒否される。そして松田=果心居士は、織田の次、すなわち「本能寺の変」を起こす人間に取り入ることに目的を変更する。
ケンは羽柴秀吉につき従い、上杉謙信への使者の一員となる。ここでもケンの機転によって、京都での上杉宛の進物の入手、上杉謙信との同盟継続に成功する。
天正2年（1574年）3月28日、ケンの機転と山科言継の取りなしにより、信長は蘭奢待切り取りの勅許を得た。だが、それに先だって松田=果心居士にそのことを予言されていた明智光秀は、予言の的中に驚愕することとなる。松田はもうひとつ、光秀が信長を討つことをも予言していた。
第十四巻
武田勝頼は徳川方の高天神城を攻略、落城させる。この徳川の窮地に織田は動かず、織田と徳川の間に不穏な空気が流れる。なおかつ松田=果心居士の策謀が、徳川方の不信をさらに煽る。だがケンの料理によって家康は信長の真意を悟り、織田・徳川の亀裂は免れることとなる。一方で自分の策謀の邪魔をされたことから、松田はケンの暗殺を決意する。
天正3年4月、武田勝頼は再び三河に侵攻する。信長は岡部とケンに対して、徳川への兵糧米の輸送と、秘密裏の築城を命じる。ケンは地元農民を説得して味方につけるのが自分の任務と悟る。だが地元農民は兵糧米を奪わんと襲いかかり、ケンは捕われてしまう。その背景には松田の陰謀があった。
第十五巻
徳川を裏切り武田に従っていた農民たちであったが、ケンの嘆願と飴細工を用いたとりなしによって、徳川方へと帰参することになり、秘密裏の築城の人足を得ることとなる。野戦では負け知らずの武田であったが、まるで堅固な山城のような織田・徳川の野戦築城と、東国と西国の圧倒的な地域格差による鉄砲の技量の差で、窮地に陥る。そして穴山信君・武田信豊の戦場離脱によって、勝敗が決する。しかしこの最中においてもケンは奔走し、酒井忠次に加勢し、また空腹の長篠城の兵たちをマサラチャイ風栄養ドリンクで蘇らせる。
長篠の合戦における武田の敗北は、日本全土に激震を走らせることとなる。そんな中、信長は、嫡男・信忠への家督相続を決意する。
第十六巻
家督相続の宴に出す料理頭を命じられたケンは、主役となる信忠の人となりを知るために、岩村城攻めの信忠の陣中に向かう。城を粘り強く守り続けた秋山信友は、漸く武田勝頼の援軍の接近を知るや突如として降伏する。ケンからの助言で秋山の意図を察知するも、勝ち戦に安堵した兵たちの士気が大幅に低下してしまっていたことから、信忠は勝頼軍との戦を避け降伏を受け入れることを決断した。その信忠にケンは信長とは違う人物像を見る。
降伏し、岐阜へ連行された秋山は、何とか助命をとのケンの努力も虚しく、天正3年11月26日長良川で磔となる。
家督相続の準備が進む中、信長の三男・信孝は自分こそが家督を継ぐべきだと考え、相続披露の宴に介入する。信孝の配下によって監禁されたケンたちだが、脱出に成功し料理の不手際も挽回する。そして信忠に織田家の家督を譲り渡した信長は、自らは日の本の王になると宣言した。
第十七巻
歴史を変えて、信長を天王寺合戦で抹殺しようと企てる松田。だが、そんな松田に危惧を覚えたようこは、菓子に思いを託しケンに連絡を取る。
顕如と松永久秀は果心居士の予言を利用して光秀が信長を裏切るように画策する。また、毛利と盟約を結び史実には存在しない毛利軍の出陣を画策した。天王寺合戦が始まる。
第十八巻
信長に独りで瀬戸内海を東進する毛利軍を停めることを命じられたケンは、宋花琳ら明の商人の協力を取り付け、足止めに成功する。同時に、果心居士が誘拐していた光秀の娘・玉も無事に取り戻し、果心居士を捕らえることに成功する。
本願寺軍に包囲された砦に立て篭もる光秀を救うために、信長は救援に出たが、突如のことで兵の集まりは悪い。しかし、信長は砦までの単騎駆けで、包囲網を突破し、光秀軍との合流に成功。本願寺軍を退ける。
そんな折り、顕如に従って前線近くまで来ていたようこは信長軍に捕らえられ、そしてケンは流れ弾を頭に受けて意識を無くしてしまうが、やがて回復する。
第十九巻
信長は捕らえたようこをケンの配下に置いて政局に利用しようとするが、ケンはこれに反対する。ケンの説得を受け入れ、人質交換の体でようこを本願寺に返すとともに、ケンの西洋料理封印を解禁させる。松永久秀の裏切りは明らかであったが、証拠はまったく残っていなかった。最後の生き証人である果心居士＝松田も処刑が決まっていたが、ケンの奔走と竹中半兵衛の策によって、「果心居士は処刑の場から妖術を用いて逃げ出した」と仕立てあげることに成功する。松永久秀は自身の裏切りの証人である果心居士の殺害を指示するが、果心居士は信長からの国外永久追放の命令を受け、明の船に乗り込んでいった。その際に、松田は史実では信長が天王寺合戦で軽傷を負っていたことをケンに告げた。
第二十巻
松田の去り際の一言によって本来の歴史では天王寺合戦で信長が受けるはずだった銃弾を自身が受けてしまっていた事にケンは気がつく。現代人が複数関わったため歴史が変わったのでは無いか、また自分は歴史を変えうる存在だということを推察しこれに葛藤する。天正四年７月１４日に織田方と毛利方の「第一次木津川口」の海戦が始まり織田水軍は大敗する。織田の家臣達の命により場を和ます物として敗走した九鬼嘉隆に阿部橘を使ったオレンジピールのハーブティーを出し気分を落ち着かせ決意を新たにさせる。そしてケンも歴史を変えないために信長の元を去るのか歴史を変えるために今の場所に留まるべきかを夏の励ましもあり考えだす。海戦に勝利した毛利輝元は対織田への措置として上杉謙信に織田討伐の書状を送る。信長の狙いは遷都にあると気がついた謙信は織田との同盟を破棄し七尾城へ進軍するも攻略できないまま天正五年になる。ケンは織田信忠の願いによって秘密裏にやり取りをしている武田の松姫への贈り物に橘の香りを封じ込めた文を提案し作成するなど安土には平穏な時がながれていたが天正五年七月に上杉が再び七尾城に攻撃態勢に入ると信長も滝川一益、丹羽長秀、羽柴秀吉といった武将を越前、北ノ庄の柴田勝家の元に集め織田信長と上杉謙信唯一の戦い「手取川の戦い」が幕を上げる。加賀の一向衆の妨害により柴田勝家の軍が進軍出来ていない事を知った信長は越前に出陣するがこれを見たケンは織田軍と上杉軍の戦はあった気がするが織田信長と上杉謙信の直接対決は無かった気がするという自身の曖昧な知識に気がつき歴史を変える変えない以前の問題だということに気がつく。北ノ庄に着いた信長は柴田勝家を呼び寄せ上杉との一大決戦におよぶことを話すがその前にケンを呼び寄せ謙信と信長自身が似ていることをケンに伝えその上で信長は謙信と会ってみること、そのためにケンに武田勝頼に捕まってくるように命じた。
第二十一巻
他の家臣の反対を防ぐため、信長は謙信との会談を、ケンとその場にいた柴田勝家のみ知りうることとして、二人に準備をさせる。ケンは、先の信忠から松姫への文にあった香りを再現し、松姫への贈り物を届ける使者であると言って武田家へ向かう。勝家は、事前に取り決めた信長と謙信との会談予定場所に向けて急ぎ兵を進める。その不可解な進軍は羽柴秀吉らに疑念を抱かれるものの、勝家はその理由を話せない。松姫に会うことに成功したケンは、信忠は何も知らず自分は信長の命で来たことを打ち明け、松姫に願い出て武田勝頼と再会。ケンは、信長が謙信との会談を望んでいることを伝える。織田と上杉の停戦は武田にとっても利があると考えた勝頼は、ケンの望み通り彼を「陣中見舞い」として、2年前に武田家と和睦している謙信の元へと送った。会談予定地の近くで信長は勝家の軍と合流したが、それより以前に秀吉は、勝家の不可解な進軍に愛想をつかして帰陣したと敵味方に見せかけ、少数の部隊で進んで偵察を行っていた。その時、謙信の元へと向かうケンと秀吉が遭遇してしまう。その場はやり過ごして謙信ら上杉家諸将の前に出たケンは、謙信がかつて寺に預けられていたという話をもとに、元来毒性があるコンニャクを使った精進料理を使ったメッセージを出すことで謙信と一対一で対面、信長が謙信と面会したがっていることを伝える。

### 本能寺の変
ケンの奔走によって、光秀が謀反を起こすことを知った秀吉は史実より早く羽柴軍の一部を率いて京に戻ってくる。同様にケンの策によって信長も（光秀かどうかは判らないものの）自身が死地にあることに気づくと、本能寺の台所などに兵を忍ばせた。
光秀が明智軍を率いて京、本能寺を襲うが、弥助がケンに成りすまして本能寺の裏口から馬で逃げて一部の兵を引き付ける。信長は忍ばせていた兵を使ってひそかに本能寺に隣接する村井貞勝邸に逃れる。
信忠は本能寺陥落を報を受け、二条新御所にて明智軍と抗戦し善戦するが、多勢に無勢で押し込まれそうになり、信忠自身も銃撃で肩と脚を負傷し、自刃を覚悟したとき、京に羽柴軍の軍旗を見つけて抗戦を続けた。明智軍の兵士は自分らが謀反に加担していることを知らなかったために、羽柴軍の出現に混乱を起こし、ついには信長自身が村井邸の屋根に登って姿を見せたことによって、明智軍の兵は瓦解、降伏する。
3年後。明との貿易を行おうとする信長は2人の子供の親となったケンと夏を伴って戸島に寄る。戸島で、望月はケンの父親から預かっていたという小箱をケンに渡そうとするが、ケンは断る。今が幸せだから、現代でのことを思い出して今を忘れたくない……と。
小箱に入っていたのは織田木瓜の具足と共に発掘されたという人骨の一部であり、DNA鑑定は必要なものの行方不明とされる織田信長の遺骨ではないかとケンの父親は推測していた。

#### 動機
本作においては、明智光秀が本能寺の変を引き起こした動機として、以下のように設定されている。
宣教師・アレッサンドロ・ヴァリニャーノとの会談において、宣教師たち（ポルトガル、スペイン）の最終目的が明の征服であり、日本はそのついでに征服し、明征服のための前線基地化であったり、日本人を明征服の先兵とすることであると知った信長は、天下一統後の日本を守るために逆にポルトガル、スペインを征服するべく明の征服（唐入り）を決意し、そのことを光秀に告げる。
光秀も唐入り以外に対策が無いことは理解したが、唐入りが泥沼の侵略戦争となる愚策でもあることもまた信長同様に理解していた。
光秀が止めたからとて、止める信長でもなく、「泥沼の侵略戦争を信長が始めた」という後世が下すであろう汚名を信長自身は気にすることもなかったが、光秀には耐えがたかった。そこで、信長の名誉を守り「泥沼の侵略戦争は光秀が始めた」とするために光秀は信長を討つことを決意する。
ただし、「唐入り」あくまでも最終手段であり、信長自身は武力による侵略戦以外にもケンの料理を用いた文化的な外交戦も想定していたようで、作中の時間軸では後のできごとになるフランスの外交官・タレーランと料理人・カレームの事例が説明として挙げられている。

## 登場人物

### 主人公
ケン
主人公。現代（平成）から戦国時代にタイムスリップした西洋料理（フレンチ）の調理師。ようこ（後述）によれば名は「賢一郎」、松田（後述）によると姓は「葛城」で、京都のホテルで副料理長をしていた。27巻で近衛前久の猶子となり、便宜上一時的に公家の小田賢信と名乗った。
本名をはじめ自身についての記憶は失っているが、日本史の教養（大きな事件、合戦など）や山野草の知識、テーピングなどの応急処置の方法、有機農業など、幅広い知識を持つ。一番知識が深いのは料理分野であり、調味料の普及などから自分が過去の時代にきたことを認識した。
料理の技術と知識は現代人の中でも一流であり、戦国時代の人々にも受け入れやすいよう改良、現代料理の再現に、インスタント料理を開発するなどして信長から評価されてた。その功績で土地を貰い農作物を育ている。
歴史については一通りの知識はあるものの、金ヶ崎の退き口に直前になるまで気づかない、森可成が死去する年を知らない、天王寺合戦を知らないなど、あらゆることを把握しているわけではない。
当時の日本人と比べるとかなり大柄で、鴨居や梁に頭をぶつけている様子がたびたび描かれている。現代日本の男性としてはかなりの長髪を紐で一纏めに括っているが、松田の言によるとおしゃれやポリシーではなく、ただの無精らしい。3巻17話において命令に反論した際に信長から切り付けられ、以降、左の眉尻に傷が残っている。
作中積極的に口にするわけではないが、アルコールを摂取することに対しては相当耐性が強い様子が描かれた。
出世欲や物欲は乏しく、また人殺しを厭う性格で、信長と顕如の対面で出た料理に毒物が入っているのでは警戒した顕如に対して信長から「あれは腕一本切り落としても毒なぞ盛らん」と言われている。顕如の命令とはいえ、信長に害を与えるために多量のナツメグを菓子に盛ったようこには怒りを表した。また信義にも篤く、一時期武田家に拉致され、後に解放された時、信長に武田家の内情を問いただされても、解放された時の約束からきっぱり拒絶している。その一方で時折、相手の心理を徹底的につく戦略的な思考と行動は普段のケンを知る秀吉からも「恐ろしく攻撃的になる」と言われている。
ようこからも「誰にでも優しくて、優しすぎて、本当は誰にも興味がないんじゃないかと思うくらい」と、言われるほどの朴念仁。また楓からも頭が良すぎて過程をすっ飛ばして結論から口にするところがあると言われている。
信長のことは、他者との会話では「上様」と呼んでいるが、独白や内心では「信長」と呼び捨てで呼んでいる。
以前は歴史を変えることに抵抗があったものの、信長と家臣達を守るため、本能寺の変を止めるために奔放し、多くの武将達の協力もあり最小限の被害に留める。
その後、2児の父となり明や南蛮との貿易で手に入れられる食材に期待を膨らませている。
【ドラマ版での設定】
宇佐山城に向かった時に瑤子と再会する。明智光秀から平成の時代に帰れる可能性があることを教えられ、料理勝負の後、夏の計らいで光秀が教えた黄泉の祠に瑤子らとともに向かう。しかし、信長や夏たちのことが気になり平成の時代に帰ることを断念し、瑤子には平成の時代に帰るように勧める。

織田信長
本作におけるもう一人の主人公。通説通り、冷酷で残虐だが、同時に革新性を備えており合理的な人物。物語中盤で、ケンから自身が未来人であることを明かされた際も、多少驚きはしたもののあっさりと受け入れている。一度信頼した人物には疑念を抱くことは無いが、裏切られたと知ると激高する。また、寂しがりやであるとお市がケンに語っている。何でも自分で決めないと気が済まない人物であるとのことだが、一方で配下に指示を出す時は全ての事情を明かさず、自分の内心を察して行動するように命じる傾向にある（もっとも間者への対策というやむを得ない事情もある）。ケンに対しては特にその傾向が強く、またケンを信頼すると同時に無理難題をふっかけ、一介の料理人のケンを間者や使者として送り込むこともある。
先進的な考えを持っており、話しても誰も理解されない為、家臣に半ば諦めて話さないことが多い。
お市などからは不器用な優しさを持っているとも言われており、自身が命じたことを達成できなかったものでも、やむを得ない事情があった場合には見せかけだけの処罰などで済ませている。褒美を取らせる状況でない限りケンの願いだけでは動かないが、そこに自分の利もあると考えたときには願いを聞くことにやぶさかではない。佐久間信盛が信長の元を去りたいと言い出したときは、「佐久間が逃げ出した」という汚名を受けないないよう、自分（信長）が佐久間を追放するという処分にした。
複数の軍団を支配する大大名となって以降も武芸の鍛錬や運動を欠かすことはなく代謝も盛んなためか、料理は濃い味付けが好みで、甘党である。気忙しない性格であり、食事をあまり味わうことなくかきこんで食べるが、味覚自体はケンに「グローバル」と称されるよう性格同様鋭敏かつ柔軟であり、ケンの料理の価値を真っ先に認め評価している。その証拠にケンに料理番として格別な特権を与えていることが、徳川家のいる時に判明した。
ケンを召しかかえてからは西洋料理を好物としていたようで、顕如との一件以降ケンが西洋料理を封印してからはそれ以外の料理で我慢していたものの、少なくないフラストレーション溜めていた。
『唐入り』の構想を考えており、実際には武力でなく料理での外交や戦争を行うとしている。しかし、余りに先進的な考えから光秀に誤解され、本能寺の変へと進んでいく。ケンや武将の機転により一命をとり止めることになり歴史を変化させ、征夷大将軍となる。
【ドラマ版での設定】
料理勝負の後で夏の嘆願を受け入れ、ケンを平成の時代に帰すために楓達と共に黄泉の祠に同行する（実は彼も平成の時代に興味があった）。その途中、顕如が追手に差し向けた僧兵と戦う。

### 平成からタイムスリップした人物
ようこ（瑤子）
ケンと同様に現代社会から戦国時代にタイムスリップした、京都のホテルでパティシエールをしていた女性。ケン同様、この時代の女性と比べると大柄な部類で、楓曰く「ケンと並ぶとちょうど良い」。5巻より登場。
ケンと異なり、未来人しか知らない歴史知識を顕如に提供しており、予言者として重宝されている。ただ、松田から「天王寺合戦で毛利を動かす」と聞いても、その毛利が何のことなのか分からないなど、ケンや松田と比較すると、それほど歴史に関する知識は無いようである。
戦国時代にタイムスリップしてきた後に乱暴されたため、心的外傷を抱えている。そのため、本願寺や顕如を依存の対象としてみていたが、天王寺合戦で織田方に囚われた際に自身とケンの縁は既に切れていたこと、返還された際に顕如から自由にするよう言われたことで自身の拠り所として本願寺に残ることを選ぶ。その際に常に身に着けていたピアスを捨てている。
松田（後述）のみ、漢字表記の「瑤子」で名前を呼んでいる。
【ドラマ版での設定】
ケンの記憶の断片に現れ、彼が小谷城に捕らわれ牢屋に入れられたときに名前を思い出す。本願寺顕如に明智光秀が信長を討つことを話し、石山本願寺で二条城で砂糖を手に入れるために足利義昭と交渉していた明智光秀に、自らが製作した洋菓子「ペ・ド・ノンヌ」（邦訳すると「尼さんの屁」という意味）を出す。ケンのことを知った後、本能寺に向かったが一足違いで宇佐山城にケンが向かったことを明智光秀に教えられて追いかけていった。ケンと再会するが、彼の記憶がおぼろげなのに愕然とする。宇佐山城を包囲している比叡山の僧兵から注意を挽きつけてケン達を逃がす。料理勝負の後で顕如に見捨てられてしまう。夏の計らいで平成の時代に帰ろうとしたケンと一緒に黄泉の祠に同行するが、帰っていなかった。
Part2の撮影期間中、演じている香椎由宇は産休していたため、顕如の命令で料理に多量のナツメグを盛る役回りは、逃亡している間に弟子となったオリジナルキャラクター・香蓮が担っていた。
果心居士／松田（かしんこじ／まつだ）
本作中では、ケンやようこといっしょに平成から戦国時代にタイムスリップした男、「松田」が、果心居士を名乗っている。史実の（伝説上の）人物と同様の運命を辿っていることが暗示されている。
平成ではケンやようこと同じ京都のホテルで給仕長（支配人／メートル・ド・テル）を務めていた。タイムスリップする前には総支配人待遇での引き抜きの話もあった。ケンたちのホテルでは、専属のソムリエがいなかったようで、松田がその役目を果たしていた。ハモの「骨切り」の技法を知っているなど料理の基本もマスターしており、酒類の知識も豊富。
元の時代では、ようこの頼みでケンと引き合わせ、如才ない持て成しに客からも感謝されるなど、その職に相応しい人格と教養を備えていた。しかし、タイムスリップして以降は、飢えや迫害に苦しんだ結果、性格が一変してしまっている。ただし、中身は平成の人間であり、生き死にを奪う覚悟はなかった。
乞食同然で暮らして居たところ、オイルライターを使って暖を取っていたところ農民が妖術使いと勘違いして『果心居士』になりすました。
支配人として身につけた人の心中を察する能力と、平成の時代から持込んだ道具を使ったトリックで、伝説上の果心居士の幻術を演出している。その他、自分が知っている歴史の知識を駆使して、身を寄せている松永久秀や顕如に進言するなど陰謀を企てている。しかし、松永からはその野望を見抜かれており、顕如からは「早く殺してしまった方が良い」と言われるなど、全く信用されていないことには気づいていない。
歴史の知識については、かなり豊富であり、ケンやようこが知らなかった「史実における天王寺合戦」の詳細な流れまで知っている。
過去の世界に流されたという理不尽から自身の安泰と栄達を望んでいて、信長に引見するが伝承の果心居士同様に仕官を拒否される。そのため、信長の次、すなわち本能寺の変を起こす人物に取り入って栄達することに、目的を変更する。また、自分の目的の妨げになることから、ケンの抹殺を画策するようになる。
天王寺合戦の際に、光秀の娘・玉を誘拐していたが、ケンによって捕らえられる。ケンの助命嘆願と秀吉、竹中半兵衛の策、および信長の判断から生かしておいたほうが松永久秀への抑えとなると、処刑の体はとったものの、処刑の場から妖術で果心居士が鼠に姿を変えて脱したということになっている。松田は国外永久追放となり、宋花琳の船で海外へと逃れた。
初老の料理人（ドラマ版では三原）
ケンらと一緒にタイムスリップしてきた料理人。原作漫画ではコミックス16巻時点では氏名不詳で、ドラマ版のみ名前が設定された。記憶を無くしたケンを危険な場面から助けるが、原作では追っ手に斬殺されてしまい、ドラマ版では野盗化した武士に弓矢で射殺されてしまう。
娘がいたようで、今際の際には、娘の名をつぶやきながら死亡した。
望月
ケンらと一緒にタイムスリップしてきた人物で、ケンと同じく副料理長。年齢はケンより一回り上で副料理長に就いたのもケンより早い。ケンの父親から預かった箱を所持している。耳の後ろ側に白百合のタトゥーを入れている。白百合はヨーロッパ原産で当時の日本には無かった花であり、聖母マリアの象徴ともされる。
物語冒頭の時点で間者と疑われた際、松田と共に逃げたが、松田に見捨てられるようにして現地人に捕まる。松田はそのことから自分が殺したものと思っていたが、実は望月が太っていたことから、名のある者と勘違いされて殺されなかった。ケンたちを襲ったのは三好の雑兵であり、望月は三好家へと連れ去られていた。このことをケンに教えた三好康長によれば、その後、望月と思しき者は三好長治に仕えていたが、長治の自害後の消息は不明といわれていた。その後は一条兼定の隠棲する伊予国の戸島に在住し、長治の紹介によって戦国時代の女性と所帯を持ち、10人ほど子もなしている。
歴史の知識については瑤子以上に無く、ケンと再会した際には織田信長は有名人として知っていたが、年代についてはまったく無知で「なくよウグイス平安京」などと語っていた。しかしながら、「自分達現代人とこの時代の人間ではどうしても価値観が違う部分がある」という発言が、ケンが光秀が本能寺の変を起こす動機を確信するきっかけとなる。

### 戦国時代の架空の人物
夏
ヒロイン。刀鍛冶職人。戦で家族を失い、天涯孤独の身である。刀を作るために真砂を取っていた時に、川上から流れてきたケンを助けた。ケンに好意以上の想いを寄せている。天王寺合戦でケンが傷を負ったと聞き、大慌てで見舞いに駆け付けた際に求婚されるが、自身が受け継いだ鍛冶の技を弟子である勘太に伝えるまで待ってほしいと願った。
その後、鍛冶を引退し、ケンと婚約し、二人の子の母となる。
刀鍛冶を司る女神金屋子神の嫉妬をかわぬよう、普段は男装で通しており未通の身であった。一人称も（ケンとの結婚式の場面を除いて）基本的に「俺」。
【ドラマ版での設定】
ケンの料理のアシスタント的存在で、ケンと戦場に同行することが多い。ケンが浅井方に捕らえられた時も救出しようとしたが、楓に阻止される。ケンと宇佐山城に向かった時に瑤子と出会い、ケンと瑤子との関係について悩むことになる。明智光秀がケンに平成の時代に帰れる可能性があることを教えた時、それを近くで聞いてしまう。料理勝負の後で信長にケンと瑤子が平成の時代に帰れるように嘆願する（その際、平成の時代を「たどりつくのが難しい遠い村」と説明している）。

楓（かえで）
信長軍のくノ一。3巻より登場。敵対する浅井長政、お市の方の元へとケンが信長の命で朝倉方の料理人になり代わって小谷城に潜入した際に監視兼護衛役となる。以後、ケンと行動を共にすることも多い。
信長の命を絶対とし、任務や情報収集のためには体を売ることも厭わないが、実はケンには密かな思いを抱いている。ケンに洋菓子の作り方を教わり、石山本願寺に潜入し、ようこと出会い、料理助手として信頼を得て行く。
本願寺から織田に帰参してからしばらくは濃姫付きの菓子職人をしていたが、諜報役に復帰後は毛利方に潜入し情報を織田方に通達している。ケンからの報せで秀吉が撤退を決めた際にケンの手伝いに呼び戻されるが、ケンからは信長への追加の警告役を任される。ケンの朴念仁ぶりに呆れながら、自らの想いを吹っ切る意味で「ケンのことが嫌い」だと言って別れる。
【ドラマ版での設定】
初めから登場している。夏を女と見抜いており、戦場から逃げるよう忠告したこともある。ケンを平成の時代に帰すために信長達と共に黄泉の祠に同行し、その途中、顕如が追手に差し向けた僧兵と戦う。

井上 恭之介（いのうえ きょうのすけ）
織田家に代々仕える料理人の家柄。信長に命じられた鴨料理対決でケンに敗れ、料理頭の座から失脚。
その後、ケンへの協力を一時拒んでいたこともあるが、ケンが武田に拉致された際には帰還を歓迎している。ケンからはこの時代の料理や食材の知識を必要とされている。
信忠の家督相続後はケンが信長に付いて出て行き、改めて織田家（信忠）の料理頭に復帰できると思っていたが、ケンの推薦で引き抜かれた。本能寺の変以降もケンの相談役として働かされている。既婚者で既に嫁に行った娘が複数おり、その娘らは夏とケンの挙式において夏の支度を嬉々として行っていた。
唐入りの前段階の九州への遠征にも文句たらたらで隠居したいと引き続きぼやいているが、夏と共に同行している信一郎と小春（ケンと夏の子）には爺バカ丸出しでデレデレである。
【ドラマ版での設定】
再び料理頭の座の地位に返り咲こうとしており、そのために秀吉に近づいたこともあった。

太一・金三・与助（たいち、きんぞう、よすけ）
織田家に仕える料理人で、特にケンを慕って師事している若者3人。ソバカスがあるのが太一、恰幅が良いのが金三、3人の中でいちばん身長が高い（それでもケンより頭一つ低い）のが与助。ケンと行動を共にすることが多く、基本的な下拵えを任されるなどケンの信頼も買っているが、うっかりミスも多い。またケンは命の危険がある場合は、3人をあえて岐阜に帰らせることもあった。
信忠の家督相続によって信長に付いて岐阜城を出るケンは与助を新たな料理頭に指名した。ケンからは若く伸び代もあり、信忠と世代も近い分長く勤められると言われている。
宋花琳（ソン・ファリン）
堺に出入りする明の商人たちを束ねる女性。堺の商人と南蛮人との間を仲介して、巨利を貪る。日本語を理解している。
己の母国を最上と考え、日本人を軽蔑している。だが、ケンの料理や馴染みのない中国茶を本茶含めてすべて利き分けた千宗易には素直に感嘆していた。女性としてはかなり体格が良く長身。
最終話では明への案内人として呼び出され、信長と謁見している。
勘太（かんた）
三河・設楽ヶ原近辺の村に住む少年。両親を亡くし、村で作った非常食の葛粉を盗んだことで村八分にされていた。長篠の戦いを経てケンからの助言もあって村八分を解かれることになるが、勘太自身は村の外に興味を持ち、ケンに付いて村を出る。
岐阜では、夏に紹介した際に気に入られて刀匠見習いとして弟子入りすることとなる。順調に成長を見せており、ケンと夏の関係に発破をかけたりもしている。
近江の農民/小者
浅井支配下の近江の農民で小者として戦争に参加する。「金ヶ崎退き口」の際にケンと信長が米と引き換えに家に一泊泊めた。その際に栄養失調で苦しむ息子をケンに救って貰った。
後に姉川の戦いに参加しており、遠藤直経の首実検を手伝いをしていると、信長が小者の顔を覚えており、遠藤が浅井の者だと見破ることができた。その為、信長は小者の命は助けた。

### 実在の人物

#### 織田家
濃姫
信長夫人。本作では本名は「帰蝶」である設定。「安土殿」も同一人物である設定。気が強く、信長の理解者。信長が信忠に家督を譲ることになって反対者が出る可能性が危惧されたとき、信長に「側室と女房衆をまとめられるか」と聞かれると「殿は誰に何をお聞きになっておられるのです？」と答えたほど。
ケンのことを信長と似ていると評した。ケン曰く、急いで食べることが多い信長に対して、濃姫は料理をゆっくりと味わう、味覚が人並み以上に鋭い繊細な人物とのこと。ケンなどが作る西洋菓子を好む。
【ドラマ版での設定】
Part2から登場している。一時、ケンを間者と疑い家臣に命じて夏と一緒に捕らえたが、信長が比叡山を焼き討ちにすると命じて家臣達が動揺し、彼らから真意を探るように頼まれてケンが悩んでいたことを知ると、織田家に嫁いだころの思い出を語り、彼が信長の真意を確認するきっかけを与える。また、ケンが武田信玄の下から岐阜に戻ってきたときにも、信玄に寝返ったのではと疑っていた。

織田信忠
織田家嫡男→当主。
ケン曰く、信長のような豪腕なカリスマではないが、人の声に耳を傾けられる人。父の信長などからは育ちの良さゆえに勝利などへの執着が欠けると心配されていた。
当人曰く、父が一代で築いた織田家の威光を壊してしまうのではないかと怯える臆病な面もあるが、家同士の都合で組まれ破談となった松姫を愛しており、武田家が滅びても正妻にすることを願い出た。
本能寺の変で新陰流免許皆伝の剣術を見せて奮闘し、大怪我こそ負ったものの史実と異なり生存し、松姫と結ばれた。だが、念願だった松姫との初対面が手傷を負って床に伏した状態だったことを恥じ入るとともに、松姫を迎えることで舞い上がっていたために起きた事態（信長と信忠を同時に討ち取れる機会を作ったこと）を恥じ入り、二度とこんな不覚は取らんと覇気をみせる。
織田信孝
織田家三男。作中で登場した時期は次男の信雄（茶筅丸）が北畠家養子となっていたように伊勢の神戸家養子という形で別家の当主に据えられていた。
井上は信長によく似ていると評したが、ケンは外見こそ面影があると感じながらも、性質は異なると感じている。信長自身も「息子の中では最も武に秀でている」と認めているが、信長の観ている将来的な展望には合わなかった。信忠の家督相続の際には妨害に走るも、ケンによって策が失敗に終わり、更にその後の信長の天下統一すると宣言された時には、家督相続の場ですら政略に使う父である信長圧倒的な格の差を実感し、同じく格の差を実感した信忠から父である信長の存命中は余計なことはするなと言う言葉を了承した。
森可成
作中においては、家臣の中でも特に信長と強い絆を持つ人物として描かれている。槍の名手。記憶を失っているケンに優しい気遣いを見せる父親的存在。ケンと夏の仲に対して気を揉んでいることがある。
歴史の知識に詳しいケンだが、森可成に関してはいつ死ぬかの知識を持ち合わせておらず、その死に愕然とすることになる。
配下に全てを明かさない傾向にある信長の下で、大らかな態度で信長の判断に全てを委ねており、それによって家中の不安・不満を抑える役目を担っており、織田家の精神的支柱でもあった可成の死は織田家中において大きな打撃であった。
原作では秀吉を怒らせるような行動（雑兵に勝手に料理を振る舞う）も笑って許すなど、ケンに対して理解を示す描写が多いが、ドラマ版では金ヶ崎城で信長が浅井の使者を斬ったことにケンが抗議した時、彼を殴って戦の厳しさを説くなど、ケンに対して厳しく接する描写も加えられた。
森蘭丸
森可成の息子。性格はやんちゃで感情が激しく口が良くない。夏の鍛冶場に入り浸って手伝いをしたり、いつも武芸の練習をしたりしている。ケンと夏の仲がなかなか進展しないことに苛立つこともある一方で、夏がケンのものになるのも嫌だという、矛盾した態度を示し、勘太にも揶揄われるようになる。
信長の小姓に取り立てられた頃には夏よりも背が高くなっている。
木下藤吉郎秀吉 → 羽柴藤吉郎秀吉
農民の出で、織田家中において森可成に次いでケンと関わることになる。当初はケンの料理に「南蛮の匂い」を嗅ぎ取り、南蛮からの間者ではないかと疑い監視していた。しかし監視の最中にその本音を大声でしゃべってしまい、あるいは徳川家康や明智光秀が瞬時に悟ったケンの料理に込めた意図を、ワンテンポ遅れてようやく悟るなど、間が抜けたところがあるコミカルな人物。一方で行動派で好戦的な性格の武将として描かれるが北畠を攻めた時に負傷したところをケンに助けられ、その後も窮地を助けられ親しくなる。直接相対した相手を殺すことはともかく、浅井久政が自刃した際には「人間、死んでは意味が無いのう」とこぼしていた。
信長が比叡山を焼き討ちにすると命じて家臣達が動揺した時は「ケンを通じて信長に聞きただしてみる」という柴田勝家の提案に賛同するが、即座に行動を起こす腰の軽さは他の家臣に呆れられていた。だが、それで信長から命じられた山菜取りで自らが語った「山の掟」が信長の真意に辿り着くヒントとなった。
浅井・朝倉との戦いでは、寝返り工作や小谷城攻略にかなりの活躍を見せる。その手柄から近江十二万石の国持大名となり、姓を「羽柴」と改める（改姓についてのいきさつは通説通りだが、作中では手柄を独占したことに対する柴田・丹羽両将への配慮という設定）。
物語後半にて、信長から、彼の海外政策における後継者に（半ば強引に）指名される。また、終盤ではケンから、本能寺の変を阻止するために自身が未来人であることを明かされた。
なお織田家に対して忠誠を抱いている訳ではなく、信長個人に忠誠を抱いている様子であり、ケンも同様であろうと察している。またそのため、（仕方が無かったとはいえ）ケンが本能寺の変のことを知りつつも、直前までそれを黙っていたことを知った際には「上様に何かあれば、自分がケンを殺す」と凄みつつ、信長救援のために奔走する。最終話では同僚たちと共に最低限の南蛮語読解のための書き取りに難儀していた。
基本的にケンは武将たちの事を「名字+様」付けで呼んでいるが、彼のみは「秀吉さん」と、ファーストネーム+さん付けで呼んでいる。
【ドラマ版での設定】
敵の追手から逃げていたら仲間と逸れてしまい、空腹のあまり夏の家に押し入り食料を出すよう脅し、そこでケンの宇治丸を用いた料理に感銘を受けるという描写であり、信長とケンの出会いのきっかけを作る描写になっている。ケンとの付き合いも深いものとなっており、ケンが浅井方に捕らえられた際には、自ら救出しようと上申するほどとなっている。

竹中半兵衛
秀吉の配下。「ほっておくと秀吉は死んでしまいそう」という理由で秀吉に仕えているが、その実、自身が策を巡らすことが好きだが、その策の実行によって多くの人が死ぬということにも悩み、隠棲していたところを秀吉から「策の実行は自分が行うから、半兵衛は策を立てるだけ」と説得され、秀吉の笑顔に救われたため。
三木合戦に病に倒れ、自身の養生名目で秀吉を通じてケンを呼び出すと、望月を探しているケンが村上元吉の下へと行けるよう「瀬戸内海の魚の料理」を所望するが、ケンが戻る前に史実通りに病死する。
弟の竹中久作は信長に仕えている。
柴田勝家
長島一向一揆の鎮圧に失敗して信長に叱責される。ケンが出した料理を食べた後、自分が信長の弟の信行側に付いたにもかかわらず許されて家臣になったことや時々信長の心理がわからないこと、森可成との思い出などを語る。
信長が比叡山を焼き討ちにすると命じて家臣達が動揺した時、ケンに真意を探らせることを提案する。
【ドラマ版での設定】
Part2から登場している。
明智光秀
南蛮渡来の眼鏡を愛用する、初老の男。物語後半では、南蛮の言語（ポルトガル語）で書かれたヴァリニャーノの書簡を解読する描写もある。足利義昭との折衝役であり、義昭追放後も京都における差配を信長に任されている。信長からは「凡庸」と評価されつつも、その愚直さと覚悟の強さを高く評価されて絶大な信頼を置かれており、光秀もそんな信長に心酔し、絶対の忠誠心を寄せている。信長の常識外れな数々の行動に驚嘆するも忠臣然とした態度であり、本能寺の変を起こして信長に叛く運命を知っているケンは慄然とする。
信長の家臣の中では特に秀でているものの、信長とケンの感覚にはついていけないと嘆息したこともあった。
松田=果心居士と面識を持ち、果心の予言に心を乱すことになる。
本能寺の変が阻止された後、思わず彼を連れ出してしまったケンと共に丹波近くの山中へと逃亡。そこでケンの（この時代の人間には想像もつかない）茶葉を使った鴨鍋を食し、信長もまた自分の想像もつかないことを成し遂げる人物であったことを思い出して涙する。ケンに、自分は道を間違えたが後悔はしていないことを伝え、事後（何も知らずに謀反に加担した自軍の兵が投降するための時間稼ぎ）を託すと、穏やかな表情で自刃した。
【ドラマ版での設定】
原作と違い若く描かれている他、眼鏡を愛用している描写も無い。岐阜城の牢屋に囚われたケンから聞かされた未来の話に興味を持つが、一方で未来が分かってしまうとつまらないと感じている。また、個人的に調査をしてタイムスリップと思われる不思議な現象があることを確信する。二条城で砂糖を手に入れるために足利義昭と交渉していた時、顕如に接触する。石山本願寺に招かれて、瑤子が製作した洋菓子「ペ・ド・ノンヌ」を出され、手を組むようにそそのかれる。本能寺で信長を出迎えた時、ケンの態度ときりたんぽ鍋を食事に出されたことに疑問を感じて、食事の後に刀で脅かすなどして詰問する（この時、ケンはその質問に答えることが出来なかった）。その後、洋菓子「ペ・ド・ノンヌ」を出されたことや、それを製作した瑤子の存在をケンに話す。瑤子に宇佐山城にケンが向かったことを教える。ケンに平成の時代に帰れる可能性があることを教えるが、ケンがこの時代に留まったことを知ると、信長とケンが自分の野心に邪魔だと暗に示す。
斎藤利三
明智光秀の家臣。光秀から謀反について打ち明けられている数少ない人物。本能寺攻めを担当する。
本能寺の変が失敗した後、捕縛され、光秀により信長に処罰されることが仄めかされている。
佐久間信盛
信長配下の武将の一人。三方ヶ原の戦いでは平手汎秀と共に徳川勢の援軍として派遣された。織田家当主を退き、岐阜城を出ることになった信長が安土城築城と現地の仮屋敷が出来るまでの間、佐久間の屋敷に住むことを告げた際には他の家臣から同情交じりの称賛を貰っていた。
信長から自分たちは目的だと思っていた「天下統一」が単なる通過点でしかないと知らされ、困惑する。
石山本願寺・顕如との講和が成り、天下統一した後も海外との戦が続くことを知ると、ついには心折れ、信長にその旨を進言。信長からは「追放」という名目で解放され、以後は舞台から姿を消す。
玉
光秀の娘で後の細川ガラシャ。天正二年の正月、同じ織田家臣団の一人・細川藤孝の嫡子・忠興との婚約が決まった際に信長に引見した。
当時の身分のある女性としては頻繁に外出しており、非常に好奇心旺盛。供廻りも連れずに外出する奔放さに、光秀やお付きの侍女を冷や冷やさせている。当面のパトロンとして果心居士に目を付けられ、松永久秀に唆された果心に誘拐されることになるが、戦国の人間である玉と現代の人間である果心（松田）の命に対する心構えの違い（人質となって父や織田方の迷惑になるくらいならと、果心の持つ短刀の刃を玉が自ら喉元に押し付ける）から、ケンに救われ、果心が捉えられることにもなる。
岡部又右衛門
尾張の宮大工の棟梁。信長の命令で大型船建造（安宅船）の指揮を取った。信長のみならず、ケンからも「（提案した設備を）明日までにお願いします」と無茶ぶりされる苦労人。
安土城の築城、長篠の戦いで長篠城手前の設楽原に野戦築城を行うなどもしている。
九鬼嘉隆
信長に仕える九鬼水軍の将。木津川口で村上水軍に大敗するが、ケンの出したオレンジピールのハーブティで九鬼浦を思い出し、敗れてもまだ領土を奪われてはいないと再起を誓う。
荒木村重
信長配下の武将の一人だが、本願寺攻めを外されたことで毛利に寝返り情報を流している。ケンによって内通が発覚すると、半兵衛の策により毛利方の予定よりも早く謀反を起こすことになった。また、天下統一後の反・織田の反乱の旗頭にされないよう、光秀の策によって、史実通りに妻子も捨てて荒木1人で逃亡し、毛利に匿われることとなる。
中川清秀
荒木配下の武将だが、信長から与力として加勢を命じられているだけなので荒木への忠誠などは無い。本作では本人は謀反に反対しており、石山本願寺への兵糧の横流しは毛利の策ということになっている。ケンによって内通が発覚するとあっさりと荒木を見限り織田へと帰参。その後は半兵衛の策により、表向きは荒木配下のまま獅子身中の虫として動いた。
黒田官兵衛 / 小寺孝高
秀吉の部下。右顔面の目の周りに大きな痣がある。現実主義でドライな性格をしており、秀吉からもその点を呆れられていた。毛利攻めの最中にケンから伝えられた光秀謀反の報せによって京に引き返すことになった秀吉から毛利への対処を任される。
村井貞勝
京都所司代。自邸は本能寺向かいにある。
信長支配体制下で京都に関する行政を任されており、公家（近衛前久、山科言経など）や帝との交渉事を行う。
本能寺の変に際しては信長を自邸に匿い、駆け付けてきた秀吉を迎え入れ、彼もまた史実と異なり生き延びることになった。
弥助
アレッサンドロ・ヴァリニャーノの奴隷、従者として日本に来る。ヴァリニャーノからも奴隷、従者と呼ばれており、長らく名で呼ばれていなかったため、本人も自身の名前を忘れている。ヴァリニャーノの従者だった頃は己を殺していたが、本来はテンションが高く義理堅い性格。
京都では黒人が珍しかったため、死者が出るほどの騒動が起きたことで信長の知るところとなり、会見の申し入れがされる。弥助の口から宣教師側の情報が洩れることを恐れたヴァリニャーノから「騒動のため、従者は既に九州へ帰した」と拒否されるが、移送中をケンに見つかり匿われることになる。ケンと夏が家族同様の待遇を与えたことと、信長から「弥助」の名を与えられたことで、自分が奴隷や従者ではなく1人の人間であることを思い出し、日本で妻帯して家庭を作ることを夢見てヴァリニャーノと別れて日本に残る。
英才教育を受けた宣教師ですら習得が困難とされる日本語を、（やや片言ではあるものの）短い期間で日常会話ができるほどにマスターするなど、知性の面でも優れている。背格好はケンと同じくらいで、当時の日本人と比べると大柄である。
本能寺の変では村井の指示を受け、ケンに化けて信長に見せかけた巻き布を持って囮となり、斎藤を本能寺から誘い出すという活躍を見せた。
阿閉貞征
姉川の戦い後、信長側に内応しようとした浅井の武将。
最初は信長の非道さから、息子の阿閉貞大のみ織田に付かせようとしたが、ケンが阿閉貞征の嫌いな鳥料理を出して、「食わず嫌い」をしていると愉し、親子共々信長に着いた。
堀秀村
元々浅井側の城主で、ケンと対面した際はまだ子供であった。
信長に興味を持ち、内応しようとするが、家臣の樋口に反対される。その時、ケンが魚の骨を出さないこと、守られなければ死を条件に料理を提供させるが、樋口が用意した骨でケンを窮地に貶める。だが、ケンがこの魚の骨が「海の魚の骨」と嘯き、窮地を脱する。
その時、秀村が樋口を張り手をして、ことを治めて秀村は織田に組みした。

#### 実在の人物・他の武家
足利義昭
作中では、謀略家だが人の上に立つ器量の無い人物として描かれる。
ケンが作った「うずらの葱焼き照り焼き」を食して感服。自分の料理人として迎え入れようとするも、拒否されると共に、その際に見せた傲慢な性格がケンを失望させる。
将軍である自分をないがしろにする信長に対して、浅井・朝倉を引きこんでの包囲網を展開した。信長の命令でケンがスッポン料理を供したことを切っ掛けに挙兵するが、大安宅船を使った電撃戦によってあっさりと敗北。茶壷櫓に立て篭もり、自身の価値と引き換えに譲歩を引き出そうとするも、ケンの用意した「スッポンのすき焼き」とケンからの説得を受けて降伏した。降伏後にケンにまた料理を作ってもらえるのなら照り焼きが良いと要望した。
信長と顕如（ケンとようこ）の料理勝負の際、「毒見役になっていれば双方の料理を試食できたのに」と悔しがる、照り焼きを「てる焼き」と言い間違えるなど、コメディリリーフの要素も併せ持つ。
【ドラマ版での設定】
岐阜での宴で多くの臣下を参加させて困らせようとする、朝倉義景の進言で信長を貶めようとするなど、信長に嫌がらせをする描写が増えている（いずれもケンの機転で阻止された）。

北畠具教
北畠家当主。朝廷から権中納言の位を授かったこともあり、自身や一族を将軍家にも影響をおよぼすほどの名門かつ文化人と自負しており、信長のことは「力だけの成り上がり」「粗暴な山猿」と見下していた。圧倒的な兵力差にも関わらず織田軍を相手に善戦し、信長から和睦を持ちかけられるも「何年でも持ちこたえてみせる」「そちらが退くのが筋」と強気な姿勢を崩さなかったが、初めて見るケンの作った品および調理方法に戸惑い、その中に含まれていた「炒める」という方法が明の技法であると突きつけられたことで「自分は文化面でも信長に負けている、秀でている部分が何もない」と心が折れ、信長の二男・茶筅丸(織田信雄)を養子に迎えた上で家督を継がせることを無条件で飲んだ(史実では信雄は具教の実子・具房の跡を継いで北畠家当主となる)。
松永久秀
信長と足利義昭双方に臣従している点では明智光秀と同じだが、裏で反織田勢力と繋がり、義昭の信長包囲網形成にも加担し、武田家への使者役も務めている（信長も察知しているが、本人はとぼけている）。ただし積極的ではなく、どちらに加担すれば良いのか天秤にかけている風である。信長もそれを承知で、あえて利用している。普段は飄々とした態度を崩さない策謀家。
情報収集も精力的に行っており、その情報を高く買うところに流す算段をしている。信長の比叡山焼き討ちの際に比叡山がもぬけの殻であり、女子供の死者がほとんどいない事実も、いち早くつかんだ。この時は信長の意図を察知し、自らも「信長の悪評を広める」ため行動した（動揺する義昭に対し、あえて前述の事実を伝えなかった）。後に久秀が信長の意図を見抜いたことを知って、光秀は驚愕することになる。
果心居士（松田）を配下にしているが、人物としては信頼していない。顕如ともつながりがある。
野心家で与力となった後も天下を狙い謀反を起こすが、信貴山城の戦いで敗北が決定的になると信長への嫌がらせのためにケンを道連れに自殺を図る。平蜘蛛に火薬を積め、果心のライターで爆発させる。それを合図に城に火を放ちケンを押さえ込んでいたが、ただの料理人であるケンを押さえ切れなかったことで自らの老いを悟り一人炎に包まれた。
浅井長政
当初は信長に憧れ心酔するが、信長と言葉や書面を交わすうちに、信長の革新的思考が理解できないようになり、不安に陥ることとなる。さらに、浅井の盟友である朝倉に対し、信長が長政に断りなく攻め込んだことをきっかけとして、信長と敵対することになる。
姉川の合戦から3年後、再び開いた織田方との戦に敗れる。お市やケンからも降伏をすすめられたが、自身がお市の情に甘えていたことに気づき妻子を織田方へ帰す。自分は信長の「下」ではなく「隣」にいたかったと最後まで思っており、自分がもう少し強ければそれが出来たと思っていた。自刃する間際、ケンから自身が未来から来たことを聞かされ当初はそれを一蹴したが、ケンから「遠くない未来に戦の無い世の中が来ること」と「自分の娘たちが戦乱を終わらせる礎となる」と聞かされ、「それなら、ここで死んでおくのも悪くない」と納得した上で自害する。
お市
金ヶ崎城の兄の信長へ鮎を送り長政の行動をそれとなく知らせる（ケンがその真意を察する）。
ケンが信長の命で朝倉方の料理人になり代わって小谷城に潜入した際に鮎を使った料理を見て信長のメッセージを読み取るが、長政と一緒に行動するとケンたちに言ったために間者として送り込まれたことが露見する。捕らえられたケンと語り合うが、ケンの話（未来の料理・栄養学の知識）が半分も理解できず、上述の信長と長政のすれ違いについて思い至ることになる。結果、ケンに信長の面影を見て、自らを盾にするように芝居を打って逃がすことになる。
姉川の合戦から3年後、再び開いた織田方との戦に際してもケンから伝えられた料理によって降伏してでも生き延びることを長政にすすめるが、長政はそれを拒絶したことで自分も妻として長政と同じく、自害し一緒に死のうとする覚悟を持ったが、小谷城を包囲した際にケンから出された料理を食べた長政がその料理の真意を悟った長政から「浅井の血を守れ」と娘たちを守るためには自身が必要だと言われ、娘達と共に織田方に帰される。長政を殺した兄である信長のことは恨んでないと帰蝶に語っている。
茶々
浅井長政とお市の娘で肉を食べるのが苦手だった。ケンが作った鮎を使った料理に興味を示す。ケンが料理したハンバーグをメインしたお子様ランチに興味を示し完食する。
姉川の合戦から3年後、再び開いた織田方との戦のころには幼いながらにおしゃまな女の子になっていたが、親と離れ離れになった際には妹の初と共に両親がいない状況に涙した。それを見たケンが甘味好きの信長のためにいつも用意していた食材を使った料理を食べ、ケンの言葉を聞くと涙を止め、織田家に保護された。合戦終結の後、岐阜で出会った濃姫には「すてき…」と心酔していた。
遠藤直経
姉川の戦いにて三田村国定の首を持ち、織田家臣に化け首実検を申し出てたが、首を持たせた小者が、たまたま近江の村でケンと信長を匿った農民の男だったので見破られ、最終的に勧誘されるも拒否して信長に斬られた。
徳川家康
義昭の年賀挨拶の席で、信長の指示によるケンの御膳を見て、その意味を理解する。また情勢の悪化から部下から反織田勢力に着くように提案されるが、ケンの料理で幼少期の信長との記憶を思い出し、織田軍とともに武田信玄をはじめとする反織田勢力と戦うことを決意する。幼少の記憶を思い出させてくれたケンを高く評価している。けっこう食い意地も張っており、平時・有事を問わず織田家を訪れた際にはケンの料理を楽しみにしている。
武田から解放されたケンを一時期手元に置くが、三方ヶ原の戦いの後、ケンを信長の下へと帰す。
酒井忠次、榊原康政、本多忠勝
後に徳川家四天王と呼ばれる武将たち（井伊直政は未登場）。いずれも家康を慕う股肱の臣であり、信長よりも家康こそ天下を取る器であると期待している。
酒井は四天王筆頭として家康を支えるが、忠勝などの能天気な若手には頭を痛めることが多い。康政は少々毒舌で家康に対しても遠慮のない意見を申すこともある。忠勝は能天気な健啖家だが、食い物の味にはこだわらないところがある。
主君である家康含めてケンも彼らを気に入っており、酒井が別動隊として命懸けの役目に着いた際には危険を冒して手助けをしている。
中根正照
上杉謙信
信長とは盟約を結んでいたが、比叡山焼き討ち、将軍追放、改元とたて続いた信長の行動に激怒、討伐と京奪還を決意する。しかし信長の使者となったケンによって「京を渡す」と告げられ、大義を封じられた格好となり、しばし討伐を断念し、同盟を継続し、状況を観察することとする。
長年、対立してきた信玄の死には思うことがあったのか、自身が知りたかった信玄の最後に関しては、それなら話しても言いと思ったケンから伝えられた信玄との別れ際の言葉に感じ入っていた。
信長の家督委譲後に、遷都の意図を察し織田領へ進軍。七尾城攻略後にケンの手引きにより信長と大将同士の密談を行う。信長の目指す国の形を理解することはできなかったが、誰にも見えぬものを見据える信長を期待通りの男として軍を引く。その後春日山城内にて死去。享年49。謙信の死を知った信長とケンからは『もう自分の出番が無いと知り、この世に未練が無くなったので先に死んだ信玄と決着をつけに行った』と述べている。
実子がなく、また後継者を指名しなかったため、死後、上杉家は、謙信の養子である景勝と景虎の間で、内紛状態となる。
毛利輝元
毛利家当主。松田が働きかけたことで天王寺の戦いへ援軍を出すが、ケンの策によって援軍は間に合わなかった。料理人によって援軍が遅れたことを知るとケンに興味を抱き、村上元吉にケンを捕らえるように命じる。自身の才のなさを自覚しており、呑気な態度が目立つが、やれるものがやればいいという考えを持つ。その分人を見る目を養っており、元吉が信長の言葉に揺れていることをすぐに見抜いた。
備中高松城の戦いで秀吉が光秀謀反への対応で京へ軍を引いた後の、黒田孝高、ケンと小早川隆景との和平会談にこっそり同席し、停戦に合意する。これは停戦することによって領内の抗戦派からの輝元評は下がるが、小早川の評価を下げないためでもあった。
和平会談の際にケンが用意した行楽弁当を気に入り、織田との和睦がなった暁にはケンの料理を食べられることを楽しみにしていた。
村上元吉
毛利に協力する村上水軍の武将で、海賊大将武吉の息子。木津川で九鬼水軍を圧倒し、本願寺への補給を成功させる。信長の命でケンが村上水軍の船に乗った際は、腕を誇示せず食材（牡蠣）に真摯に向き合うだけのケンを気に入り、相手が自分の探している人物とは知らずに輝元の探す料理人の心当たりを尋ねている。信長から海賊ではなく世界を相手にする日本の水軍として勧誘された際は拒絶するものの、内面では揺れており第二次木津川口の戦いからは外された。望月と思わしき、「三好長治の料理人」を知っていると語り、織田が村上水軍に勝てたら教えるとケンに伝えた。

#### 武田家
武田信玄
義昭の内書（密書）で上洛を促されるが、慎重な態度を取っていた。実は既に病に冒されていた。
顕如からの手紙で信長の料理人（ケン）の噂を聞いて配下の秋山信友に暗殺を命じるも、秋山の独断で連行されたケンの料理を認め、手元に置く。
当初はケンの料理で体調が回復するが、西上作戦開始後からケンの料理を食べなくなり、再び体調を崩す。自分の命が長くないことを悟り、かつ死後を勝頼に任せることを決意しての、最後の夢としての上洛だった。
ケンが信長に心服していることを理解し、にもかかわらずケンが自軍に義理を立てていること、自分の健康を気遣っていることに感謝し、餞別の太刀を持たせてケンを逃がす（この太刀は岐阜まで持ち帰っている）。
三方ヶ原の戦いの後で亡くなったことが間接的に描写される。
武田勝頼
信玄の嫡子だが、父親の威光の陰に隠れてかすみがちな自身に劣等感を感じている。ケンと共に甲斐に連行されてきた夏を気に入る。
ケンに「自ら滝を登らぬただの鯉」と喩えられたことからケンを憎悪するが、同時にその命を賭けた言葉を認め、その時点（西上作戦前）での家督相続を辞退する。また、ケンの懇願を信玄が受け入れたことで夏が岐阜に帰されたことでもケンを憎悪し、三方ヶ原の戦いでは本多忠勝に八つ当たりに近い態度を取った。
生まれた時点で武田には不要と母の実家に養子に出され、必要と言って呼び戻し当主に据えたにも関わらず父・信玄に心酔するがゆえに自分を軽視する家臣たちに辟易するも「それが愉しい」と大器への片鱗をみせる。臣下からも「勇猛果敢にして強すぎる」と評されるが、それゆえに一武将としては優秀であっても、総大将としては貫目が足らぬ部分がある。ゆえに長篠の合戦においては、敗色濃厚になってからも最後まで戦い抜こうとするも、家臣たちに諫言され、あえて屈辱をかぶり撤退することとなる。
正室は夏に似て童顔であるが、夏よりは若い。
秋山信友
信玄の命によりケンを拉致、暗殺しようとする。しかし、史実の信玄がその時期に病に冒されていることを知っていたケンが、食事で病人を治すとして自分の腕を売り込んだため、信友はあえて信玄の命に背き、ケンを丁重に甲斐に迎え入れることとなる。
信長の使者として滝川一益やケンらが来訪した際は、監禁されていた彼らを解放した。長篠の合戦以後は東美濃の岩村城の守りについていたが、半年近く守り通したにもかかわらず、突如、信忠軍に降伏。その背景には、弱体化した武田軍と信忠軍との決戦を回避し、勝頼の面目を守りつつ勝頼を救わんとする意図があった。信長との会食の後に、岐阜にて磔となる。享年49。信長との会食の時にケンが出した料理に自分には生きて欲しいと言う意図を実感した時に、ケンに自分は勝頼を救えた事に満足しており、死んで堂々と信玄達に会いに行けると語った。
山県昌景
馬場信房
松姫
武田信玄の四女。織田信忠の婚約者。西上作戦以降も自身を信忠の婚約者であると考え、行動する。勝頼いわく短慮な性格。
勝頼の死によって武田家が事実上滅亡した後、日本統一が見えてきた信長はもはや政略結婚の意味はなく、むしろ旧武田領統治に松姫が有効と考え、信忠に松姫を迎えに行くように命じた。
本能寺の変の後に、負傷した信忠を見舞う形で初対面する。本能寺の変の3年後となる最終話では濃姫、お市、成長した浅井三姉妹といっしょにおり、赤子を抱いている姿が描かれている。

#### 本願寺
本願寺顕如
一向宗（浄土真宗）の総本山・石山本願寺の門跡。作中においては、ようこから信長が長く生きないことを聞かされ、信長との敵対を決意したと描写される。しかし同時に、信長との戦いが長期戦になることを見据えているなど、戦略眼・洞察力を持つ人物としても描かれる。ようこの菓子作りの才を政略として活用し、まだ同様の理由からケンの料理の才を脅威視している。果心に対しては未知の知識に関する情報源としてはともかく、当人の言う「予言」は最初から信用はしていない。
天正8年（1580年）に正親町天皇の勅使・近衛前久、山科言経の仲介による講和を受け入れ（この時に、ケンも近衛の猶子・小田賢信として本願寺入りし、ようこに望月の特徴をたずねている）、抗戦派と袂を分かつ形で石山本願寺を退去するのは史実通りであるが、講和に先立っては信長と直接会談を行っている。信長との直接会談の際には、近衛前久が顕如の服を着て身代わりに本願寺に残り、顕如は従者の服装で本願寺を抜け出している。息子の教如は登場しておらず、退去後に石山本願寺が炎上したのは顕如の意志ということになっている。
【ドラマ版での設定】
瑤子から明智光秀が信長を討つことを聞き出し、二条城で砂糖を手に入れるために足利義昭と交渉していた明智光秀に接触。石山本願寺に招き、瑤子が製作した洋菓子「ペ・ド・ノンヌ」を出して手を組むようにそそのかすが失敗する。信長との料理勝負の後で瑤子を見捨てる。平成の時代に帰ろうとしたケンと同行した信長を、重臣に命じて僧兵に襲わせる。

#### 実在の人物・その他
今井宗久、津田宗及
納屋衆。
千宗易
納屋衆のひとりで、人格者として描かれる。ケンと並ぶほどの高身長。
料理に関して決して志を曲げないケンの態度に感服し、自らの志を曲げて、あえて明の女商人・宋花琳との闘茶に臨む。その際は日本人にとって未知の烏龍茶の種類を全て当ててみせて、完勝する。
ルイス・フロイス
布教が目的でポルトガルから来日した宣教師。信長のもてなしを受け、ケンが作る野菜と棒鱈入りのコンソメ（ドラマ版ではポタージュ）に、故郷のバカリャウやカルドベルデの味を思い出し、感涙する。再会時にはフロイスをもてなすためケンは「パスティス・デ・バカリャウ」（干し鱈のコロッケ）を用意するが、信長の思惑から別目的で使われてしまったため、食べ損なうことになる。
山科言継
狩野永徳
京に本拠を置く絵師集団「狩野派」の棟梁。上杉への外交交渉を任された秀吉が進物として彼の作品「洛中洛外図屏風」を求めるが、信長の行状などを理由に拒否する。狩野派の棟梁として上り調子の織田に真っ向から逆らうような真似はしない狡猾さを持つが、数年前に亡くなった足利義輝からの依頼である屏風を没した後にも描きあげた絵に対する真摯さも併せ持っている。
安土城築城の際には障壁画を依頼され、面白い仕事が来たとして請け負った。

曲直瀬道三
医聖と呼ばれる僧医。天王寺合戦でケンが鉄砲の流れ弾を受けて昏睡状態になったとき、信長によって京都から呼び出され、ケンを診察する。その報告を信長に行うとき、記憶喪失の症例について信長に語った。その中にあった「失った記憶を取り戻すと、逆に記憶喪失の間に経験していたことを忘れることがある」という話は後に濃姫経由でケンも聞き、織田家や夏との生活に愛着が湧いていたケンは記憶を取り戻すことを恐れるようになった。
坪内
料理人。「日の本一の料理人」と呼ばれる。かつて、三好氏に仕えていたが、ケンが信長に仕えるようになったのと前後して織田方に捕らえられる。井上が楽をしようと信長の料理人に推したが、京風の薄味料理を夕食に出したため信長に気に入られず切腹を申し付けられるが、翌朝に田舎風の濃い味付けを出したため赦される（ここまでのエピソードは井上が推したことを除き、史実）。織田方に三好氏が降伏してきた際に帰参を赦されている（これは本作オリジナルのエピソード）。
夕食の作り直しを命じられたケンが多量の塩を使っていたことを見て疑問を抱いていた。それは10年を経たのちに三好康長を訪ねてきたケンと再会したことで、ケンから信長が武を好み、他の武将とは違って日々の鍛錬を欠かさずにいたことで、肉体労働者のように発汗が多いため、塩分の強い味付けが好みだったとの答えを聞き得心。ケンを康長に引き合わせる手伝いをする。
近衛前久
五摂家筆頭近衛家の公家。「武家に生まれたかった」という公家らしからぬ豪胆な性格で、信長とは共に鷹狩りをするなど親しい。ようこに会うため本願寺に行きたいとケンが言ったとき、信長はケンと朝廷を使って本願寺との講和を行うことを考えたが、その時ケンを自分の猶子として本願寺に入った。さらに、信長との会談のため密かに本願寺を出た顕如と入れ替わり、一時本願寺に留まった。
信長が宣教師に対して日本の軍事力を誇示するために行った馬揃えでは、公家の身でありながら参加したのみならず、永安時代の公家の戦装束（武官束帯姿）を「ずっと着てみたくて」という理由で身につけ、他の公家からさんざん文句を言われる。それをかわすために信長から一晩ケンを借り、料理と酒を出させて他の公家を酔い潰させた。

## 書誌情報
- 西村ミツル（原作） ・ 梶川卓郎（作画） 『信長のシェフ』 芳文社〈芳文社コミックス〉、全37巻（2024年5月16日現在）[8]
  1. 2011年8月9日発売、ISBN 978-4-8322-3261-7
  2. 2011年10月14日発売、ISBN 978-4-8322-3269-3
  3. 2012年2月16日発売、ISBN 978-4-8322-3283-9
  4. 2012年6月16日発売、ISBN 978-4-8322-3301-0
  5. 2012年10月16日発売、ISBN 978-4-8322-3325-6
  6. 2013年1月16日発売、ISBN 978-4-8322-3338-6
  7. 2013年6月15日発売、ISBN 978-4-8322-3358-4
  8. 2013年10月16日発売、ISBN 978-4-8322-3376-8
  9. 2014年2月15日発売、ISBN 978-4-8322-3392-8
  10. 2014年7月8日発売、ISBN 978-4-8322-3408-6
  11. 2014年10月16日発売、ISBN 978-4-8322-3421-5
  12. 2015年2月16日発売、ISBN 978-4-8322-3439-0
  13. 2015年7月16日発売、ISBN 978-4-8322-3458-1
  14. 2015年11月16日発売、ISBN 978-4-8322-3476-5
  15. 2016年4月16日発売、ISBN 978-4-8322-3494-9
  16. 2016年8月16日発売、ISBN 978-4-8322-3512-0
  17. 2016年12月16日発売、ISBN 978-4-8322-3527-4
  18. 2017年4月14日発売、ISBN 978-4-8322-3542-7
  19. 2017年8月16日発売、ISBN 978-4-8322-3559-5
  20. 2017年12月15日発売、ISBN 978-4-8322-3584-7
  21. 2018年5月16日発売、ISBN 978-4-8322-3609-7
  22. 2018年9月14日発売、ISBN 978-4-8322-3629-5
  23. 2019年1月16日発売、ISBN 978-4-8322-3653-0
  24. 2019年6月13日発売、ISBN 978-4-8322-3677-6
  25. 2019年10月16日発売、ISBN 978-4-8322-3696-7
  26. 2020年3月16日発売、ISBN 978-4-8322-3723-0
  27. 2020年7月16日発売、ISBN 978-4-8322-3754-4
  28. 2020年11月16日発売、ISBN 978-4-8322-3779-7
  29. 2021年4月15日発売、ISBN 978-4-8322-3817-6
  30. 2021年9月16日発売、ISBN 978-4-8322-3855-8
  31. 2022年2月16日発売、ISBN 978-4-8322-3892-3
  32. 2022年7月14日発売、ISBN 978-4-8322-3928-9
  33. 2022年11月16日発売、ISBN 978-4-8322-3952-4
  34. 2023年3月16日発売、ISBN 978-4-8322-3975-3
  35. 2023年7月13日発売、ISBN 978-4-8322-0309-9
  36. 2023年12月14日発売、ISBN 978-4-8322-0349-5
  37. 2024年5月16日発売、ISBN 978-4-8322-0401-0

## テレビドラマ
テレビ朝日系で2回にわたりテレビドラマ化。主演は玉森裕太。本項登場人物の節に記載された【ドラマ版での設定】および、この節の記述は特記無き場合第1シリーズおよび第2シリーズにおける解説。
第1シリーズ（Part1）
2013年1月11日から3月15日まで毎週金曜日23:15 - 翌0:15に、テレビ朝日系の「金曜ナイトドラマ」（以下略式記載としてこの枠名を“ 金曜ND ”と呼ぶ。）枠で放送された。
第2シリーズ（Part2）
2014年7月10日から9月4日まで毎週木曜日19:58 - 20:54に、テレビ朝日系にて放送。

### 企画・制作
玉森は本作が連続ドラマ単独初主演であり、“ 金曜ND ”枠では初めてとなる時代劇作品である。テレビ朝日系列でのレギュラーでの時代劇はABCとの共同制作『必殺仕事人2009』以来3年6か月ぶり。
2014年2月にドラマ第2シリーズの制作決定と同年7月の放送予定を発表。同年5月にはPart2から登場するレギュラー出演者と、放送枠が第1シリーズにおける深夜帯の「金曜ナイトドラマ」枠からゴールデンタイムに移動することを発表した。同時間帯は「木曜ミステリー」枠であったが、本作の放送により一旦休止となった。テレビ朝日木曜20時台の時代劇は、1998年10月から12月に放送された『新選組血風録』（渡哲也主演版）以来15年ぶりである。

### 放送・配信

#### 第1シリーズ
最終話は当初2013年3月8日に放送予定であったが、同日19:00から放送されていた『2013 ワールドベースボールクラシック2次ラウンド 日本×チャイニーズタイペイ』中継が放送中に試合終了とならず、急遽後続のニュース番組『報道ステーション』でも中継を継続し、同番組が65分拡大（21:54 - 翌0:15）となったことから休止となり、翌週の3月15日に振替放送された。
複雑な戦国時代をカジュアルに描き、時代劇に馴染みのない若者層にも分かりやすい作りで人気を得て、深夜枠ながら平均視聴率10.8%と好調を記録した。
本放送終了後、テレビ朝日の有料動画配信サービス・テレ朝動画で配信されている。

#### 第2シリーズ
テレビ朝日他一部系列局を除き、20:00飛び乗り。初回は2時間SP（19:58 - 21:48）で放送の上、テレビ朝日他一部地域にて、事前番組『このあと信長のシェフ 初回2時間スペシャル』（19:54 - 19:58）も別途放送。
2014年8月21日は『パンパシ水泳』中継のため休止。
ゴールデンタイムに進出したが、元々当該枠は第1シリーズのターゲットだった若者層の視聴率があまり良くないことや、同時間帯で『ぐるぐるナインティナイン』（日本テレビ）や『奇跡体験!アンビリバボー』(フジテレビ）が安定した視聴率を獲得していることが災いし、初回から全話を通じて視聴率が一桁と伸び悩んだ。

### キャスト
人物説明は原作項目を参照。

#### 全シリーズ共通
- ケン - 玉森裕太（Kis-My-Ft2）
- 夏（なつ） - 志田未来
- 木下藤吉郎秀吉（きのした とうきちろう ひでよし） - ゴリ
- 楓（かえで） - 芦名星（幼少期：長島愛莉）
- 顕如（けんにょ） - 市川猿之助
- 井上恭之介（いのうえ きょうのすけ） - きたろう
- 徳川家康（とくがわ いえやす） - カンニング竹山（幼少期：池田凱清）
- お市（おいち） - 星野真里
- 浅井長政（あざい ながまさ） - 河相我聞
- 足利義昭（あしかが よしあき） - 正名僕蔵
- 明智光秀（あけち みつひで） - 稲垣吾郎（特別出演）
- 織田信長（おだ のぶなが） - 及川光博（少年期：中内天摩）

#### Part1レギュラー
- 謎の女 → 瑤子（ようこ） - 香椎由宇
- 森可成（もり よしなり） - 宇梶剛士
- 森蘭丸（もり らんまる） - 永瀬廉（当時:関西ジャニーズJr./ 現在:King & Prince）

#### Part2レギュラー
- 武田信玄（たけだ しんげん） - 高嶋政伸
- 濃姫（のうひめ） - 斉藤由貴
- 松永久秀（まつなが ひさひで） - 笹野高史
- 柴田勝家（しばた かついえ） - デビット伊東
- 秋山信友（あきやま のぶとも） - 風間トオル
- 武田勝頼（たけだ かつより） - 賀来賢人

#### ゲスト

##### Part1（2013年）
複数話・単話登場の場合は演者名の横の括弧（）内に表記。
第1話「平成のシェフが戦国時代にタイムスリップ!?」
- ルイス・フロイス - ダニエル・カール
- ロレンソ了斎（ロレンソ りょうさい） - 川鶴晃裕
- 三原（みはら） - 酒井敏也（第2・5話）

第2話「平成のシェフが戦場に! 敵の台所に潜入」
- 北畠具教（きたばたけ とものり） - 本田博太郎
- 北畠具房（きたばたけ ともふさ） - 水上剣星

第4話「家康の裏切り!? 信長の危機を天ぷらで救え!」
- 新吾（しんご） - 相島一之
- よね - 中島ひろ子
- 吾助（ごすけ） - 平野修杜
- 彦六（ひころく） - いわすとおる
- 朝倉義景（あさくら よしかげ） - 入江毅（Part2第1・7・最終話）
- 酒井忠次（さかい ただつぐ） - 池田政典（Part2第6話）

第5話「平成のシェフがスパイに!! 信長の妹を暗殺せよ!?」
- 茶々（ちゃちゃ） - 花田鼓

第6話「姉川の戦いを焼肉で勝利せよ! 最凶の敵登場!!」
- 今井宗久（いまい そうきゅう） - 渡辺いっけい
- 千宗易（せん の そうえき） - 大和田獏（友情出演）

第7話「本能寺の変…明智光秀と平成の恋人の陰謀!?」
- 黄金濱之助（こがね はまのすけ） - 濱口優（よゐこ）
- 下間頼廉（しもつま らいれん） - 峰蘭太郎（第8話 - 最終話）

最終話「運命の料理対決! 平成に帰れるのか!?」
- 正親町天皇（おおぎまちてんのう） - 森本レオ（Part2第7話）

##### Part2（2014年）
複数話・単話登場の場合は演者名の横の括弧（）内に表記。
第1話「平成のフレンチシェフが戦国へ!? 織田信長暗殺を阻止せよ!」
- 香蓮（かれん） - 佐々木希

第2話「比叡山焼き討ちの真実…平成グルメが歴史を動かす!?」
- 座主 - 六平直政
- 女の子 - 二宮星

第6話「家康 最大の危機! 平成のスープで救え」
- 中根正照（なかね まさてる） - 神保悟志

第7話「最終章! 食わず嫌いグルメで室町幕府を倒せ!!」
- 阿閉貞征（あつじ さだゆき） - 西岡德馬
- 阿閉貞大（あつじ さだひろ） - 千賀健永（Kis-My-Ft2）

最終話「さらば平成のシェフ! 思い出の料理でお市を救え!!」
- 茶々（ちゃちゃ） - 遠藤ゆりな
- 初（はつ） - 松田苺

### スタッフ
- 原作 - 西村ミツル / 漫画 - 梶川卓郎『信長のシェフ』（週刊漫画TIMES / 芳文社）
- 脚本 - 深沢正樹 / 倉持裕（Part1）
- 音楽 - 池頼広
- 監督 - 兼崎涼介、田村直己 / 藤岡浩二郎、濱龍也（Part1） / 猪原達三（Part2）
- 主題歌 - Kis-My-Ft2（avex trax） 
  - Part1 - 「My Resistance -タシカナモノ-」[16]
  - Part2 - 「Another Future」[17]
- ナレーター - 来宮良子（Part1） / 杉本るみ（Part2）[18]
- 助監督 - 林稔充、平田博志、和田圭一、匂坂力祥
- 撮影 - 日下誠、津田宗幸、林健作
- VFX - キルアフィルム
- かつら - 山崎かつら
- 美粧・結髪 - 東和美粧
- 擬斗 - 清家三彦（東映剣会）
- 和楽 - 中本哲
- 舞踏振付 - 花柳双子
- 料理指導 - 伊藤雄大、毛利英二 / 山内茂、石田充（Part1） / 薬師神陸、木村栄至（Part2）
- 料理監修・協力 - 辻調理師専門学校
- ゼネラルプロデューサー - 横地郁英（テレビ朝日）
- プロデューサー - 大江達樹（テレビ朝日）、島田薫（東映）
- ラインプロデューサー - 清水圭太郎
- プロデューサー補 - 西原宗実（テレビ朝日）
- 制作 - テレビ朝日、東映

### 放送日程

#### Part1
| 各話                                                           | 放送日        | サブタイトル                                       | 脚本     | 監督       | 視聴率 |
| -------------------------------------------------------------- | ------------- | -------------------------------------------------- | -------- | ---------- | ------ |
| 第1話                                                          | 2013年1月11日 | 平成のシェフが戦国時代にタイムスリップ!?           | 深沢正樹 | 兼﨑涼介   | 11.6%  |
| 第2話                                                          | 1月18日       | 平成のシェフが戦場に! 敵の台所に潜入               | 深沢正樹 | 兼﨑涼介   | 09.9%  |
| 第3話                                                          | 1月25日       | テリヤキの乱!! 将軍VS平成のシェフ                  | 倉持裕   | 田村直己   | 10.1%  |
| 第4話                                                          | 2月01日       | 家康の裏切り!? 信長の危機を天ぷらで救え!           | 倉持裕   | 田村直己   | 11.3%  |
| 第5話                                                          | 2月08日       | 平成のシェフがスパイに!! 信長の妹を暗殺せよ!?      | 深沢正樹 | 藤岡浩二郎 | 10.9%  |
| 第6話                                                          | 2月15日       | 姉川の戦いを焼肉で勝利せよ! 最凶の敵登場!!         | 倉持裕   | 藤岡浩二郎 | 10.7%  |
| 第7話                                                          | 2月22日       | 本能寺の変…明智光秀と平成の恋人の陰謀!?            | 深沢正樹 | 兼﨑涼介   | 11.8%  |
| 第8話                                                          | 3月01日       | 最終章「最愛の人死す! 別れのディナーはチョコ料理」 | 倉持裕   | 濱龍也     | 10.3%  |
| 最終話                                                         | 3月15日       | 運命の料理対決! 平成に帰れるのか!?                 | 深沢正樹 | 兼﨑涼介   | 11.0%  |
| 平均視聴率 10.8%（視聴率はビデオリサーチ調べ、関東地区・世帯） |               |                                                    |          |            |        |

#### Part2
| 各話                                                          | 放送日        | サブタイトル                                           | 監督     | 視聴率 |
| ------------------------------------------------------------- | ------------- | ------------------------------------------------------ | -------- | ------ |
| 第1話                                                         | 2014年7月10日 | 平成のフレンチシェフが戦国へ!? 織田信長暗殺を阻止せよ! | 田村直己 | 9.7%   |
| 第2話                                                         | 7月17日       | 比叡山焼き討ちの真実…平成グルメが歴史を動かす!?        | 田村直己 | 6.1%   |
| 第3話                                                         | 7月24日       | 信長のシェフ誘拐される! 武田信玄が平成グルメに激怒!?   | 猪原達三 | 6.9%   |
| 第4話                                                         | 7月31日       | 平成の料理人が武田信玄を毒殺!?                         | 猪原達三 | 7.1%   |
| 第5話                                                         | 8月07日       | さらば武田信玄…最後の晩餐!!                            | 猪原達三 | 5.6%   |
| 第6話                                                         | 8月14日       | 家康 最大の危機! 平成のスープで救え                    | 田村直己 | 7.4%   |
| 第7話                                                         | 8月28日       | 最終章! 食わず嫌いグルメで室町幕府を倒せ!!             | 兼﨑涼介 | 6.4%   |
| 最終話                                                        | 9月04日       | さらば平成のシェフ! 思い出の料理でお市を救え!!         | 兼﨑涼介 | 6.8%   |
| 平均視聴率 7.3%（視聴率はビデオリサーチ調べ、関東地区・世帯） |               |                                                        |          |        |

| テレビ朝日系 金曜ナイトドラマ                                                     | テレビ朝日系 金曜ナイトドラマ                | テレビ朝日系 金曜ナイトドラマ                                                |
| 前番組                                                                            | 番組名                                       | 次番組                                                                       |
| --------------------------------------------------------------------------------- | -------------------------------------------- | ---------------------------------------------------------------------------- |
| 匿名探偵 （2012.10.12 - 2012.12.7）                                               | 信長のシェフ （2013.1.11 - 2013.3.15）       | お天気お姉さん （2013.4.12 - 2013.6.7）                                      |
| テレビ朝日 木曜19:58 - 20:54                                                      |                                              |                                                                              |
| 刑事110キロ （第2シリーズ） 【ここまで木曜ミステリー枠】 （2014.4.17 - 2014.6.5） | 信長のシェフ Part 2 （2014.7.10 - 2014.9.4） | 科捜研の女 （SEASON 14） 【ここから木曜ミステリー枠】 （2014.10.16 - 12.11） |